# شركة ريدان الغذائية
شركة ريدان الغذائية وتعرف اختصارا ريدان هي شركة مساهمة سعودية، مدرجة في السوق المالية السعودية. يتمثل نشاط الشركة في إقامة مطاعم بيع وجبات الولائم العربية وخدمات الإعاشة المطهية وغير المطهية وإقامة الحفلات وإدارة وتشغيل وتملك وانشاء مطاعم للشركة وللغير وإدارة المصانع التي تنشئها الشركة وتملك وانشاء العقارات لصالح الشركة وتجارة الجملة والتجزئة في الحلويات وبيع وشراء المواشي والمقاولات العامة المتكاملة والاستيراد والتصدير لصالح الشركة والخدمات التجاري.

## تاريخ
تأسست ريدان في عام 1416 هـ، على يد عوض الله السلمي، وكان أول فرع لها في حي الصفا بجدة وتوالت بعد ذلك الافتتاحات إلى أن وصلت الفروع إلى 18 فرعاً داخل المملكة وفرعين خارجها.
بدأت الشركة نشاطها كمؤسسة فردية يملكها السيد عوض الله أحمد عايض الهميعي السلمي، مقيدة بالسجل التجاري في مدينة جدة بالرقم 4030064059 وتاريخ 12/07/1409هـ الموافق 19/02/1989م باسم مجموعة السلمي للتطوير العقاري، ولها فرع آخر باسم مطابخ ومطاعم ريدان، مقيدة بالسجل التجاري في جدة بالرقم 4030123324 وتاريخ 18/09/1418هـ الموافق 17/01/1998م.

## حقوق أولوية
في 02 مايو 2021م، وافقت هيئة السوق المالية على زيادة رأس مال شركة ريدان الغذائية بمبلغ (112,500,000) ريال سعودي بتاريخ من خلال إصدار أسهم حقوق أولوية.

## وصلات خارجية
- الموقع الرسمي لشركة ريدان الغذائية

لم يتم العثور على روابط لمواقع التواصل الاجتماعي.